# Busseto
Busseto este o localitate în provincia Parma, din regiunea Emilia-Romagna, Italia.

## Localități înfrățite
- Austria, Salzburg
- Spania, Hornachuelos (Córdoba)
- Franța, Carry-le-Rouet

## Personalități legate de Busseto
- Giuseppe Verdi, compozitor italian, vestit mai ales pentru creațiile sale în muzica de operă.

## Demografie
Busseto - evoluția demografică

|  | Graficele sunt indisponibile din cauza unor probleme tehnice. Mai multe informații se găsesc la Phabricator și la wiki-ul MediaWiki. |

Date: Recensăminte sau birourile de statistică - grafică realizată de Wikipedia

1. ↑  Superficie di Comuni Province e Regioni italiane al 9 ottobre 2011 (în italiană), Istituto Nazionale di Statistica, accesat în 16 martie 2019